# Lista modeli stosowanych w fizyce
Lista modeli stosowanych w fizyce – lista modeli fizycznych wykorzystywanych w fizyce i innych pokrewnych naukach ścisłych do analizy zjawisk fizycznych. Lista nie obejmuje wszystkich teorii fizycznych, chociaż niektóre z nich nazywane są modelami (np. model standardowy), w tym modeli kosmologicznych.
- Ciało doskonale białe
- Ciało doskonale czarne
- Ciało doskonale przezroczyste
- Ciało szare
- Ciecz Fermiego
- Ciecz Luttingera
- Cząstka w pudle potencjału
- Cząstka w studni potencjału
- Gaz doskonały
- Gaz sieciowy
- Klasyczny gaz doskonały
- Kryształ doskonały
- Kwantowy gaz doskonały
- Model atomu Bohra
- Model atomu Gryzińskiego
- Model atomu Rutherforda
- Model atomu Thomsona
- Model ciała sztywnego
- Model ciasnego wiązania
- Model Debye’a ciała stałego
- Model Drudego
- Model Ebersa Molla
- Model elektronów swobodnych – patrz: model Drudego
- Model Fano
- Model Fano-Andersona
- Model Heisenberga
- Model Hubbarda
- Model Isinga
- Model Kondo
- Model kroplowy
- Model Landaua-Ginsburga
- Model partonowy
- Model pasmowy
- Model Pottsa
- Model powłokowy
- Model prawie swobodnych elektronów – patrz: model Drudego
- Model XY
- Oscylator harmoniczny
- Pasmowy model ferromagnetyczny
- Płyn idealny
- Wahadło matematyczne